# Heraclides de Sinope
Heraclides de Sinope (llatí: Heracleides, en grec antic: Ἡρακλείδης) fou un poeta grec del qual consta un epigrama a l'Antologia grega. És possible que altres epigrames li corresponguin; tanmateix, apareixen genèricament sota nom d'Heraclides sense indicar la ciutat d'origen. Fou força famós i Diògenes Laerci l'elogia, i diu que era ἐπιγραμμάτων ποιητὴς λιγυρός (un poeta epigramàtic molt enginyós). Diògenes Laerci fa menció de 14 persones amb el nom d'Heraclides.